# Senecio jaliscana
Senecio jaliscana là một loài thực vật có hoa trong họ Cúc. Loài này được S.Watson miêu tả khoa học đầu tiên năm 1891.